# Mars Next Generation
Mars Next Generation es una reformulación de la NASA del Mars Exploration Program. Se trata de un programa robótico diseñado para la exploración de Marte concebido para llenar el vacío creado en los programas de investigación planetaria de la NASA, por los recortes presupuestarios del año fiscal 2013 presentados en febrero de 2012, que provocó la interrupción en la colaboración con la Agencia Espacial Europea (ESA) en el programa ExoMars.
Un presupuesto de 700 millones de dólares, sería suficiente para realizar un lanzamiento, seguramente la siguiente misión para ubicar un satélite. Las ideas a corto plazo se tomarán en consideración para planificar misiones para el período 2018-2024, mientras que las ideas a mediano y largo plazo servirán para planificar misiones para programas futuros a partir de 2026 y años posteriores.

## El Mars Program Planning Group
El Mars Program Planning Group (MPPG) se reunió por primera vez el 26 de febrero de 2012 en Washington para comenzar a discutir los conceptos de la misión seleccionada para 2018 o 2020. El objetivo del MPPG es desarrollar los cimientos para un programa de exporación robótica de Marte que sea coherente con el desafío del Presidente de enviar humanos a la órbita de Marte en la década de 2030, yet remain responsive to the primary scientific goals of the 2011 NRC Decadal Survey for Planetary Science. sin embargo, siguen respondiendo al principal objetivos de la 2011 NRC Decadal Survey for Planetary Science. El MPPG usará entradas individuales no consensuadas de contratados y contratistas de la NASA, y las decisiones resultantes serán responsabilidad exclusiva de la NASA. El enfoque inmediato del MPPG es la recopilación de misiones para las futuros lanzamientos a Marte entre 2018 y 2020. El Informe final del Mars Program Planning Group de Marte se presentó en agosto de 2012. Las opciones y recomendaciones influirán en el proceso presupuestario de 2014 de la NASA. Este informe final fue publicado el 25 de septiembre de 2012, respaldando una misión de retorno de muestra.

## Estrategias
Algunas estrategias para una misión en 2018 o 2020 son:
- Misión de recogida y retorno con muestras, donde las muestras de suelo se colocan en la órbita de Marte a fines de la década de 2020 o principios de la de 2030. Los astronautas lograrán la recuperación si están en Marte o en una misión robótica.
- Análisis de suelo in situ.
- Mejora de nuestra comprensión fundamental de la superficie de Marte y su interior, antes de emprender una misión de retorno de muestras y/o exploración humana.

Las misiones conceptuales suponen un coste de alrededor de 700-800 millones de dólares:
- Un orbitador de telecomunicaciones (Marte 2022) para reemplazar los satélites obsoletos que actualmente orbitan Marte.
- Un módulo de aterrizaje estacionario para investigar y seleccionar muestras adecuadas para un posterior retorno a la Tierra.